# Walnut Grove (Tennessee)
Walnut Grove is een plaats (town) in de Amerikaanse staat Tennessee, en valt bestuurlijk gezien onder Sumner County.

## Demografie
Bij de volkstelling in 2000 werd het aantal inwoners vastgesteld op 677.

## Geografie
Volgens het United States Census Bureau beslaat de plaats een oppervlakte van
8,7 km², geheel bestaande uit land.

## Plaatsen in de nabije omgeving
De onderstaande figuur toont nabijgelegen plaatsen in een straal van 16 km rond Walnut Grove.